# Karmelitenkloster Pößneck
Das Kloster der Jungfrau Maria vom Berg Karmel war ein Kloster der Karmeliten in Pößneck in Thüringen von 1315 bis 1525.

## Geschichte
Das Kloster wurde 1315 gegründet, von den Grafen von Schwarzburg. Es war das einzige Kloster der Stadt. Eine Wasserleitung von der Mönchsquelle im Haintal in die Stadt wurde 1428 gegen eine Gebühr der Stadt zur Nutzung zur Verfügung gestellt.
1525 überließ der Prior Heinrich Kaiser mit neun Mönchen das Kloster gegen eine jährliche Pension der Stadt, zwei Mönche behielten ihr Gelübde bei.

## Strukturen und Wirtschaft
Das Kloster wurde von einem Prior geleitet. Es widmete sich wie andere Karmelitenklöster besonders der geistlichen Ausbildung. Von der Bibliothek sind einige Inkunabeln erhalten.
Das Kloster lebte von Stiftungen und Schenkungen von Bürgern und Adligen und hatte geringen Grundbesitz, von Waldungen und anderem. In Jena wurde 1382 eine Terminei erwähnt.

## Bilke

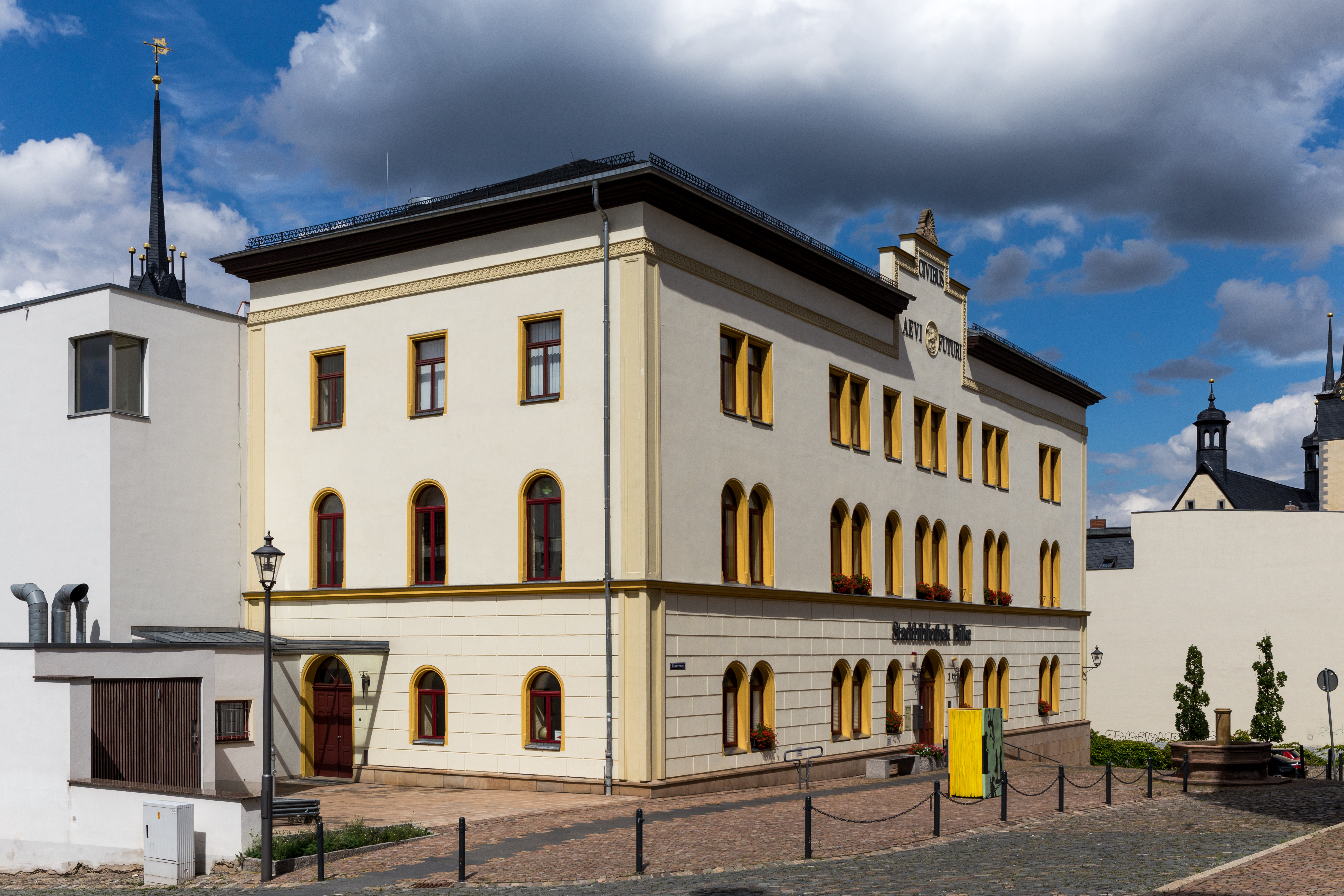
Stadtbibliothek Bilke

Die Klosterkirche wurde um 1400 als einfacher Saalbau mit hohem Satteldach erbaut.
Nach der Auflösung des Klosters wurde sie als Hopfen- und Getreidespeicher genutzt. In einem Raum wurde eine Tafel für das Bilkespiel (ähnlich Billard) aufgestellt, daher der spätere Name Bilke.
1870 wurde die Kirche umgebaut und im Jahr darauf dort eine Mädchenschule eingerichtet. Danach wurde sie als Museum, verschiedene Schulen, Weingroßhandlung und anderes genutzt. Seit 2006 ist die Bilke Sitz der Stadtbibliothek von Pößneck.